# Walentino
Walentino – polski herb szlachecki z nobilitacji.

## Opis herbu
Opis z wykorzystaniem zasad blazonowania, zaproponowanych przez Alfreda Znamierowskiego:
W polu łapa w pas, z której wyrastają dwie wici skręcone w wąs, barwy nieznane.
Klejnot nieznany.
Taki wizerunek zachował się na nagrobku w katedrze krakowskiej. Na wizerunku z rękopisu Biblioteki Narodowej w Paryżu, godło jest w słup.

## Najwcześniejsze wzmianki
Nadany 21 kwietnia 1531 Janowi Andrzejowi de Valentinis z Modeny, kanonikowi krakowskiemu i sandomierskiemu, lekarzowi królowej Bony i sekretarzowi wielkiemu koronnemu.

## Herbowni
Ponieważ herb Walentino był herbem własnym, prawo do posługiwania się nim przysługuje tylko jednemu rodowi herbownemu:
Walentino (de Valentinis).